# Culex lakei
Culex lakei är en tvåvingeart som beskrevs av Sirivanakarn 1968. Culex lakei ingår i släktet Culex och familjen stickmyggor. Inga underarter finns listade i Catalogue of Life.